# هربرت ویلسون
 هربرت ویلسون (انگلیسی: Herbert Wilson؛ زاده ۲۰ مارس ۱۹۲۹ درگذشته ۲۲ مهٔ ۲۰۰۸) یک فیزیک‌دان در زمینه زیست‌فیزیک اهل بریتانیا بود.